# مطار رامون
مطار رامون (بالعبرية: נמל התעופה רמון) هو مطار إسرائيلي دولي يقع في وادي تمنة [الإنجليزية] في جنوب صحراء النقب، أنشئ بديلا لمطار إيلات. يقع المطار على بعد 18 كيلومتر (11 ميل) شمال مدينة إيلات، بالقرب من مدينة بئر أورا، ويحتوي على مدرج بمساحة 3،600 متر، وهو أطول من مدرج مطار إيلات، ويسمح بهبوط الطائرات الكبيرة.
افتتح المطار في 21 يناير 2019، وأطلق عليه اسم إيلان رامون (طيار عسكري وأول رائد فضاء إسرائيلي) وابنه آساف (طيار عسكري قتل في حادث تدريبي).

## حوادث
- 13 مايو 2021: أطلقت كتائب القسام (الجناح العسكري لحركة المقاومة الإسلامية حماس) صاروخا من طراز عياش 250 باتجاه مطار رامون، وجاء القصف بعد ساعات من قرار السلطات الإسرائيلية إغلاق مطار بن غوريون، وتحويل الرحلات إلى مطار رامون نظرا لاستمرار إطلاق صواريخ المقاومة الفلسطينية في اتجاه تل أبيب.[3]